# 麦凯湖 (土卫六)
麦凯湖（Mackay Lacus）是由“卡西尼-惠更斯号”在土星最大的卫星土卫六上所发现碳氢化合物海洋和湖泊中的第七大湖，由液体甲烷和乙烷组成。
麦凯湖位于土卫六北纬78.32度、西经97.53度，长度约180公里，其名称取自西澳大利亚州麦凯湖。